# Giraumont (Meurthe i Mozela)

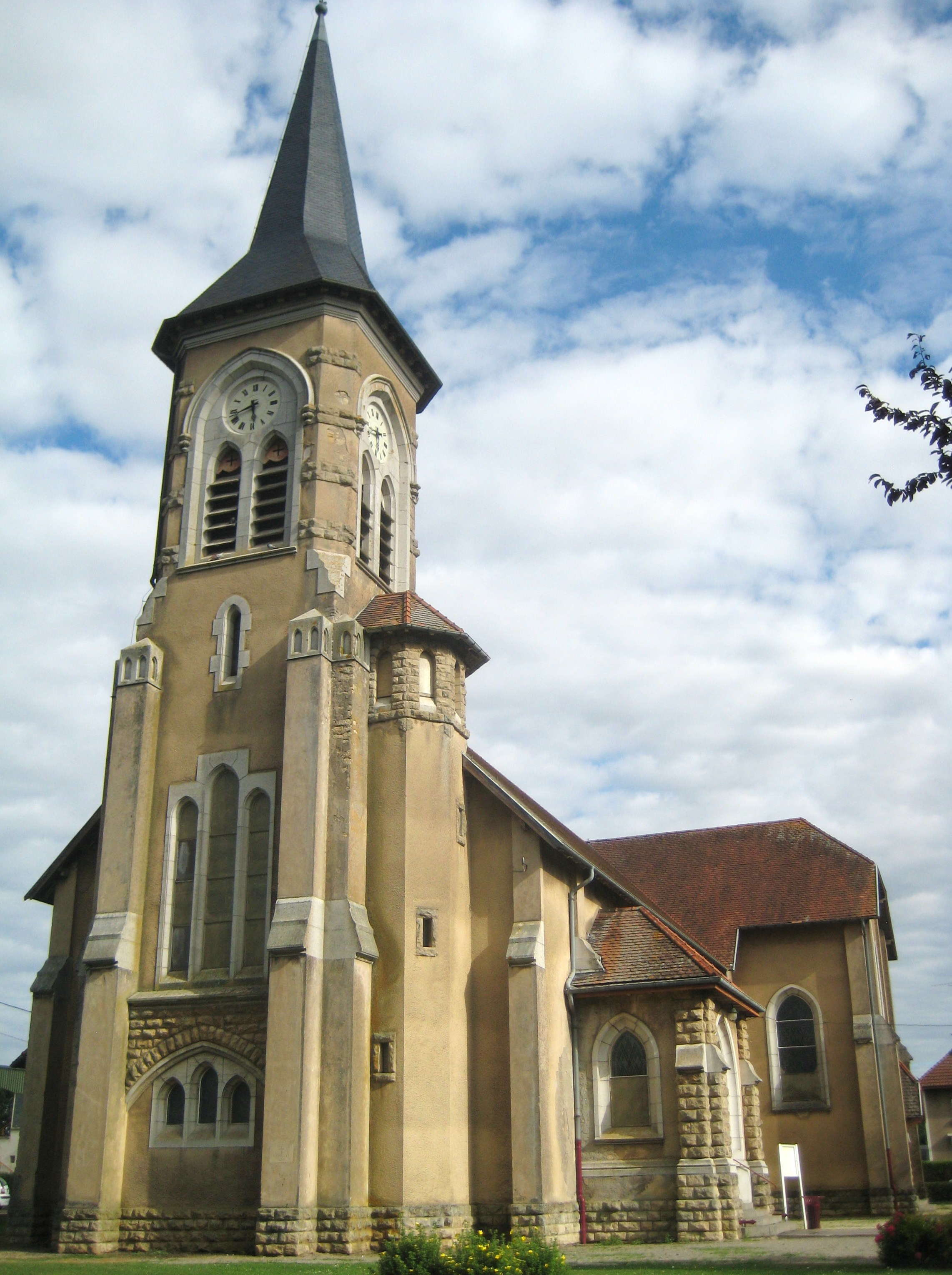
Kościół parafialny św. Mikołaja (2011)

Giraumont – miejscowość i gmina we Francji, w regionie Grand Est, w departamencie Meurthe i Mozela.
Według danych na rok 1990 gminę zamieszkiwało 1137 osób, a gęstość zaludnienia wynosiła 149 osób/km² (wśród 2335 gmin Lotaryngii Giraumont plasuje się na 334. miejscu pod względem liczby ludności, natomiast pod względem powierzchni na miejscu 778.).

## Populacja

Populacja Giraumont w latach 1962–2008